# Коробов, Игорь Валентинович
И́горь Валенти́нович Ко́робов (3 августа 1956, Вязьма, РСФСР, СССР — 21 ноября 2018, Москва) — российский военачальник. Заместитель начальника Генерального штаба Вооружённых Сил Российской Федерации — начальник Главного управления Генерального штаба Вооружённых Сил Российской Федерации (2016—2018). Герой Российской Федерации (2017). Генерал-полковник (2017).

## Биография

### Начало военной службы
В 1973 году поступил, а в 1977 году окончил с отличием лётное отделение Ставропольского высшего военного авиационного училища лётчиков и штурманов противовоздушной обороны имени маршала авиации В. А. Судца. В ноябре 1977 года лейтенант Игорь Коробов прибыл по распределению для дальнейшего прохождения службы в 518-й истребительный авиационный Берлинский ордена Суворова полк (аэродром Талаги, Архангельск) 10-й отдельной Краснознамённой армии ПВО.

### Служба в ГРУ
В 1980 году отобран для дальнейшего прохождения службы в Главном разведывательном управлении Генерального штаба Вооружённых Сил СССР. В 1981 году поступил, а в 1985 году окончил Военную академию Советской Армии. Овладел несколькими иностранными языками. Много лет Коробов проработал за рубежом. Проходил военную службу на различных должностях, до последнего назначения был первым заместителем начальника Главного управления Генерального штаба Вооружённых Сил Российской Федерации, курируя вопросы стратегической разведки, в частности в его ведении находились все зарубежные резидентуры Главного управления. Окончил Военную академию Генерального штаба Вооруженных Сил Российской Федерации.
В январе 2016 года указом Президента Российской Федерации назначен начальником Главного управления Генерального штаба Вооружённых сил Российской Федерации — заместителем начальника Генерального штаба Вооружённых сил Российской Федерации. 2 февраля 2016 года Министр обороны Российской Федерации генерал армии Сергей Шойгу вручил генерал-лейтенанту Игорю Коробову личный штандарт начальника Главного управления Генерального штаба Вооруженных Сил Российской Федерации.
29 декабря 2016 года включён в санкционный список США в связи с «действиями по подрыву демократии в США».
Осуществлял общее руководство действиями российских военных разведчиков и Сил специальных операций в ходе военной операции России в Сирии. Огромную роль военной разведки в уничтожении главарей бандитов, баз боевиков, в нанесении точечных ударов по террористам и инфраструктуре ИГИЛ в Сирии неоднократно отмечал Президент России. В 2017 году Коробову присвоено воинское звание «генерал-полковник». В мае 2017 года закрытым Указом Президента России за мужество и героизм, проявленные при исполнении воинского долга, генерал-полковник Игорь Коробов удостоен высшей государственной награды — звания Герой Российской Федерации.
27—28 января 2018 года совершил визит в США — вместе с главой ФСБ Бортниковым и главой СВР Нарышкиным. Все они встретились в Вашингтоне с директором ЦРУ Помпео; визит был расценён наблюдателями в США как крайне необычный. Стороны обсудили угрозы возвращения из Сирии боевиков «Исламского государства», которые ранее прибыли воевать в Сирию из России и стран Центральной Азии, согласно заявлению для СМИ директора ЦРУ Майка Помпео.
20 сентября 2018 года включён в санкционный список США за «вмешательство» в американские выборы 2016 года.
Являлся членом редакционной коллегии журнала «Военная мысль».

### Болезнь и смерть
Осенью 2018 года в ряде зарубежных интернет-сми и telegram-каналов появилась информация о том, что Коробов болен онкологическим заболеванием. Косвенным подтверждением этого было отсутствие Коробова 2 ноября 2018 года на торжественном мероприятии, посвящённом 100-летию образования Главного управления Генерального штаба Вооружённых Сил России.
Игорь Валентинович Коробов скончался 21 ноября 2018 года после тяжёлой продолжительной болезни. Соболезнование в связи со смертью выразили Президент России Владимир Путин, министр обороны генерал армии Сергей Шойгу, директор Службы внешней разведки Сергей Нарышкин, руководство Минобороны России и Генерального штаба. Похоронен с воинскими почестями 23 ноября 2018 года на Троекуровском кладбище Москвы.

## Семья
Был женат, имел двух дочерей.

## Награды
- Герой Российской Федерации (2017),
- Орден «За заслуги перед Отечеством» IV степени,
- Орден Александра Невского (2015),
- Орден Суворова (2016),
- Орден Мужества,
- Орден «За военные заслуги»,
- Орден «За службу Родине в Вооружённых Силах СССР» 3-й степени,
- Медаль «За отвагу» (27.09.1993),
- Медали СССР и Российской Федерации.

## Память
Имя Героя Российской Федерации И. В. Коробова увековечено на гранитной плите, установленной в 2017 году в сквере Памяти Героев в Смоленске.